# 那珂遺跡
座標: 北緯33度33分56.3秒 東経130度26分08.9秒 / 北緯33.565639度 東経130.435806度
那珂遺跡（なかいせき）は、福岡県福岡市博多区那珂6丁目20（現・西日本鉄道竹下自動車営業所）に所在する、縄文時代晩期末から弥生時代早期の環濠集落を主体とする遺跡。複合遺跡・那珂遺跡群を構成する遺跡の1つで、環濠検出地点の一部が福岡市指定史跡に指定されている。

## 概要
那珂遺跡群は、福岡平野の中央、那珂川と御笠川に挟まれた、標高5～11メートルの洪積台地上に所在し、北西に隣接する比恵遺跡群とは、行政上の遺跡名は異なるが一体の遺跡群であるため比恵・那珂遺跡群と総称される。両遺跡群を併せた遺跡範囲は南北2キロメートルにおよぶ。なお那珂遺跡群の南側に隣接する五十川遺跡と、比恵遺跡群東側に隣接する山王遺跡も一体の遺跡と考えられている。
那珂遺跡群の考古学的な調査は、1970～71年（昭和45～46年）の森貞次郎らによる那珂八幡古墳（福岡市指定史跡）の発掘調査に始まり、調査回数は2022年（令和4年）3月時点で178次を数える。遺跡群内では、弥生時代の環濠集落のほか、古墳時代の那珂八幡古墳や東光寺剣塚古墳、古代の那珂郡衙と見られる官衙跡、さらに中世にいたる各種の遺構が検出されている。

## 史跡・那珂遺跡の調査
環濠集落が検出されたのは、当時の地権者である福岡大同青果の青果加工工場建設工事に伴い実施された、1992年（平成4年）7月～9月にかけての那珂遺跡第37次調査（那珂6丁目316番・317番）である。調査区内からは、およそ5メートルの間隔を持って平行して弧を描く2条の溝が検出された。調査は地点的にしか実施されていないが、環濠の全周は160メートル×140メートルの規模になると推定されている。外側の溝は幅5メートル・深さ1.8メートルで、内側の溝は幅2メートル・深さ1メートルを測る。出土遺物から、弥生時代初頭の環濠集落として知られる板付遺跡や有田遺跡より年代を遡る、縄文時代晩期末の遺構と判断された。
遺構の重要性を踏まえて福岡市教育委員会は、地権者の福岡大同青果と協議を行い環濠遺構に工事が及ばないよう工事設計の変更を依頼、遺構を現地に埋め戻し、後に市指定史跡に指定した。
現在の地権者は西日本鉄道となり、現地は西日本鉄道竹下自動車営業所となっているが、2020年（令和2年）の同営業所開設に伴う工事でも史跡指定範囲外を含めて地下の環濠遺構を避ける工事設計が採られた。また工事前の2019年（令和元年）10月～ 11月に行われた事前発掘調査では、年代は判然としないものの、弥生中期～古墳時代後期にかけての建築遺構（掘立柱建物や竪穴建物）が検出された。

## 遺跡の呼称
当遺跡（群）の発掘調査報告書等では、周知の埋蔵文化財包蔵地範囲全域を「那珂遺跡」と呼称するものと「那珂遺跡群」と呼称するものがあり、呼称の定義には資料によってバラつきが見られるが、福岡市のWeb公開する遺跡地図情報では、「那珂遺跡」として表示されるのは2重環濠が検出された市の史跡指定範囲（第34次調査地点の一部）に限られ、周辺を含めた遺跡範囲は「那珂遺跡群」と表示される。したがって、現状で「那珂遺跡」という呼称は、2重環濠検出地の史跡指定名称であり、遺跡全体としての呼称は「那珂遺跡群」となっている。